# Плави кит
Плави кит (лат. Balaenoptera musculus) је морски копитар који припада парвореду китова плочана (Mysticeti). То је највећа животиња која је икад живела на Земљи - дугачка је до 33 метра и тежи до 150 и више тона.
Плавих китова је било у великом броју у скоро свим океанима широм света до почетка двадесетог века. Четрдесет година 20. века људи су их ловили скоро до истребљења, док Међународна комисија за китолов није забранила сав китолов плавих китова 1967. године. Према процени база података улова Међународне комисије за китолов 382.595 плавих китова је уловљено између 1868. и 1978. Пре почетка ловљења, највећа популација ових китова од 239.000 јединки је живела око Антарктика. Глобална популација плавих китова се процењује на 10.000-25.000 јединки, што је око 3-11% величине популације процењене у 1911. године. Остају само много мање концентрације у источном северном Тихом океану (1.647), централном северном Пацифику (63—133), северном Атлантику (1.000-2.000), Антарктику (2.280), Новом Зеланду (718), северном Индијском океану (270), и Чилеу (570—760).

## Еволуција и таксономија
Плави китови припадају породици Balaenopteridae, породици у коју још спадају грбави кит, перајасти кит и сардински кит. Верује се да се ова породица разишла од осталих породица подреда Mysticeti давно, још на половини олигоцена. Плави кит је сврстан као једна од седам врста китова рода Balaenoptera; међутим, анализа ДНК је указала да су плави китови у ближем сродству са грбавим и сивим китовима него са осталим китовима овог рода.
Посебан назив musculus је латинског порекла и може значити „мишићавост“, али такође може значити и „мали миш“. Лине, који је дао име овој врсти 1758. године, знајући ово, желео је да на смешан начин да иронично „дупло“ значење (ово „дупло“ се односи на величину).
Научници класификују ове китове у три подврсте: B. m. musculus која се састоји од северно-атлантских и јужно-пацифичких популација, B. m. intermedia коју сачињава популација из јужног океана и B. m. brevicauda (познат као и пигмејски плави кит) који живе у Индијском океану и јужном Пацифику.

## Изглед
Плави кит има дуго, заоштрено тело. Просечна дужина тела им је око 26 метара, мада су примерци са стаништем на јужној половини Земље обично мало већи од оних на северној. Често достижу дужину и од 30 метара, а највећи забележени примерак измерен је 1922. године и био је дугачак 33,58 метара. Женке су у просеку веће за 6% од мужјака, а после сезоне храњења могу да теже и до 200 тона. Срце ове огромне животиње може тежити од 600 до 1000 килограма, док је пречник аорте 20 центиметара. Глава је равна и у облику слова U на којој се налази упадљива дебела ивица која се креће од отвора за дисање до врха горње усне. Предњи део усана је дебео и прекривен усима, налик на мекане зубе, којих има око 300 (свака дуга 1 метар) и који висе од горње вилице до унутрашњости уста. Леђно пераје је мало, видљиво само приликом зарањања кита у воду. Свака јединка има различит облик леђног пераја. Налази се отприлике на ¾ дужине тела. Када дише, кит испушта спектакуларан усправан стуб воде висине до 12, обично 9 m.

## Величина
Верује се да је плави кит највећа животиња која је икада живела на планети. Највећи познати диносаурус је био аргентиносаурус који је живео у мезозоичком периоду и тежио је 90 тона а био је дуг до 38 метара, Суперсаурус уз Бревипаропус и Сауропосејдон Протелес су били такође огромни, Сеизмосаурус је био дуг до 42 метра али највећи диносаур икада који је био биљојед имена Амфоцелис Фрагилис је био дуг до 60 метара а тежине од око 200 тона и он је истински кандидат за највећу животињу икада. По тежини је кандидат број 1. а по дужини, ако узмемо доказе о гигантским октоподима и лигњама од 80 метара онда и није. У енциклопедији Британика коју је за простор бивше Социјалистичке Федеративне Републике Југославије 1986. штампала књижара Вук Стефановић Караџић уз помоћ Младинске књиге из Љубљане, у тому књиге назива : "Природа" налазимо податак да је највећи ухваћени Велики Плави Кит, Гранд Роквал био дуг чак 34,2 метра. Ипак ту треба бити опрезан јер у истој књизи се за распон крила највећег типа Птеродактилуса икада пронађеног латинског имена : "Квецалкоатлус" наглашава да је био око 16 или 17 метара а данас се већина палеонтолога слаже да тај распон није могао бити већи од 11 метара. Ипак та дужина од 34,2 метра је нека чињеница о којој се може расправљати. Најдужи китови икада измерени су биле две женке од по 33,6 и 33,3 метра. Међутим, најдужи кит измерен од стране научника из америчке Националне лабораторије за морске сисаре је био дуг 29.9 метара - отприлике исте дужине као авион Боинг 737. Језик плавог кита је величине слона и 50-ак људи може да стане у његова уста. Али, димензије гркљана плавог кита су толико мале да не може да прогута објекат шири од лопте за плажу. Срце је величине омањег аутомобила и највеће је од свих осталих животиња. Људска беба би могла да се увуче у аорту плавог кита која има 23 cm у пречнику. Током првих седам месеци живота, младунче плавог кита попије око 400 литара млека сваког дана. На свака 24 часа, младунчад се угоје око 90 килограма. На самом рођењу теже и до 2700 kg, колика је тежина одраслог нилског коња. Животиње дуге до 27 метара су тешке између 150 до 170 тона. Најтежи кит је била женка која је тежила 177 тона.

## Животни циклус
Парење почиње касно у јесен и траје до касно у зиму. Мало је познато о парењу и размножавању. Женке рађају на почетку зиме на сваке две до три године после трудноће која траје 10-12 месеци. Младунче тежи око 2,5 тоне и дуго је 7 метара. Док младо сиса, мајка није у могућности да се храни. Када престане да сиса, после шест месеци, младунче удвостручује своју дужину. Полну зрелост мужјак достиже са 8-10 година, када су они већ дугачки око 20 метара. Женке су полно зреле са пет година, када су дугачке 21 метар.
Научници процењују да плави китови могу да поживе најмање 80 година. Међутим, најдуговечнија јединка која је била праћена (1998. година) је доживела 30-40 година. Живела је североисточном Пацифику. Једини природни непријатељ плавих китова је кит убица. Истраживања показују да чак 25% популације одраслих плавих китова имају ожиљке од напада китова убица. Стопа смртности од таквих напада је непозната.
Веома су ретки случајеви насукавања плавих китова. Међутим, ако до насукавања ипак дође, оно постане врло брзо јавни догађај. 1920. године, пронађен је плави кит насукан код острва Левис у Шкотској. Био је погођен у главу од стране китоловаца, али харпун није успео да експлодира.

## Популација и данашња распрострањеност
Откако је лов на китове забрањен, није установљено да ли је светска популација плавих китова стабилна или је у порасту. На Антарктику, процењује се да се за 7,3% повећава бројност популације сваке године. Претпоставља да су исландске и калифорнијске популације такође у порасту. Бројност целокупне светске популације плавих китова се процењује на између 5000 и 12.000 јединки (2002. године), међутим постоји велика неизвесност у проценама у многим областима. Према IUCN црвеној листи, плави кит је угрожена врста, и то је био откада је та листа први пут састављена.
Највећа позната популација се налази у североисточном Пацифику (од Аљаске до Коста Рике) и броји око 2.000 плавих китова. Најчешће су виђени лети око Калифорније. Понекад се ова популација протеже преко северозападног Пацифика; забележени су ретки сусрети на простору између Камчатке и крајњих северних делова Јапана.
Укупна популација северноатлантских плавих китова је између 600 и 1500.

## Занимљивости
- Плави кит је дужи од 5 слонова поређаних у низу и 6 пута је тежи од њих.
- Плаве китове је први пут открио 1692. године Роберт Сибалд (1641—1722), шкотски лекар и антиквар.
- Глас плавог кита најгласнији је звук забележен у животињском свету. Може да се чује на удаљености и до 1.600 километара.